# Ilon Wikland

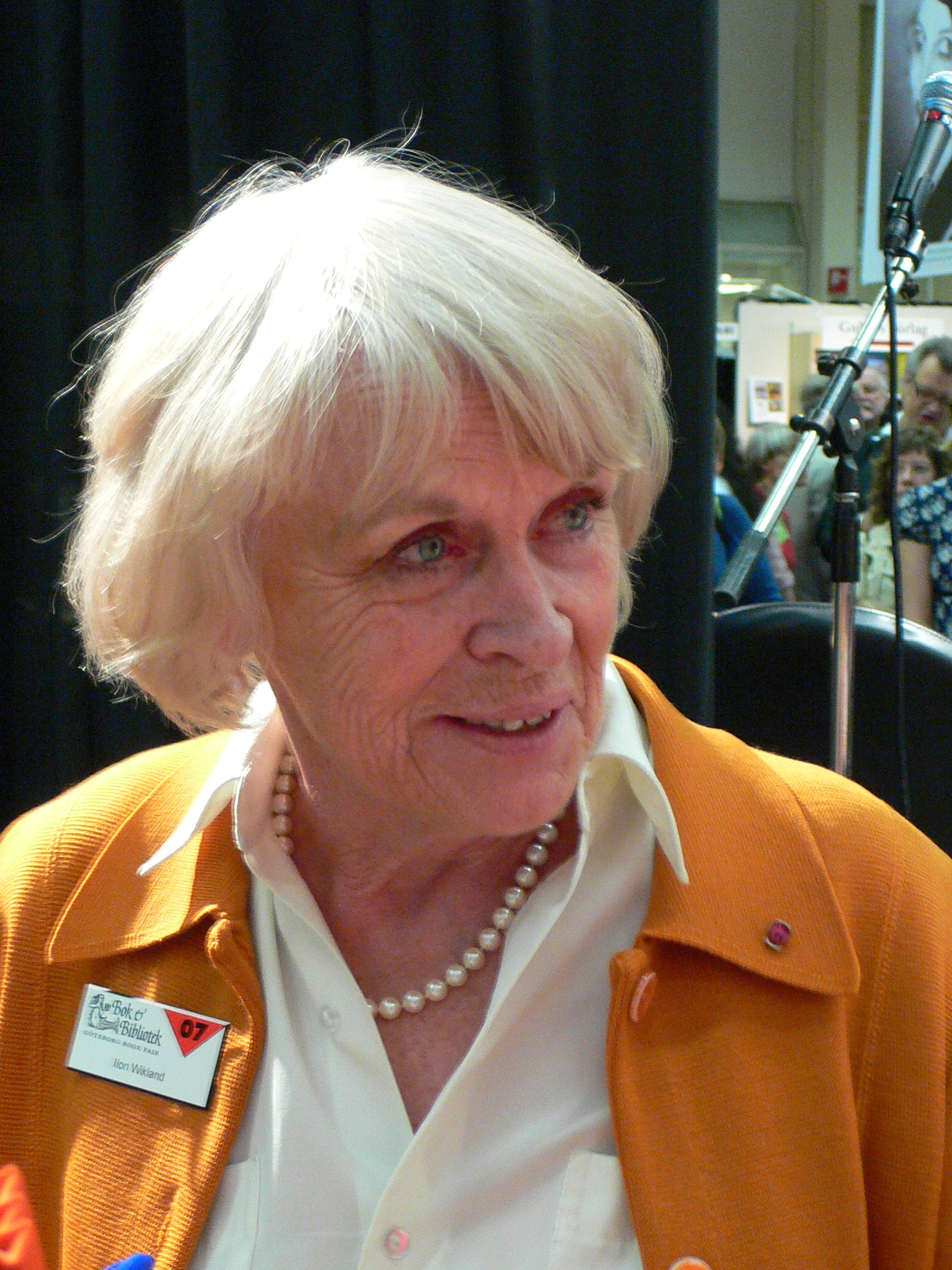
Ilon Wikland

Ilon Wikland, geboren Maire Ilon Pääbo (Tartu, 5 februari 1930), is een Zweeds illustratrice. 
Ze werd geboren in Estland, vertrok in 1944 als veertienjarige uit Estland naar Zweden en kreeg de Zweedse nationaliteit. Na een kunstopleiding vond ze werk bij de uitgeverij die het werk van Astrid Lindgren uitgaf. Ze huwde met Stig Wikland. Het koppel kreeg vier dochters. Ze woont in Stockholm. 
Ze heeft verscheidene boeken geïllustreerd, waaronder een groot deel van de bibliografie van Astrid Lindgren met boeken als Mio, mijn Mio, De gebroeders Leeuwenhart en Ronja de roversdochter. Voor de typische illustraties van kinderen met wipneuzen en rode wangen stonden dikwijls haar eigen kinderen model. In 1969 ontving zij in Zweden voor haar hele oeuvre de Elsa Beskow-medaille, een erkenning van de Svensk Biblioteksförening.
- Bibsys: 90089819
- Biblioteca Nacional de España: XX978621
- Bibliothèque nationale de France: cb119291806 (data)
- CiNii: DA05021551
- Digitale Bibliotheek voor de Nederlandse Letteren: wikl001
- Gemeinsame Normdatei: 119094703
- International Standard Name Identifier: 0000 0000 7829 0774
- KulturNav: 39d1a5cc-4cf6-4786-87fa-544ad251bb7e
- Library of Congress Control Number: n79148813
- Nationale Bibliotheek van Letland: 000004704
- Nationale Bibliotheek van Tsjechië: xx0072876
- Nationale Bibliotheek van Israël: 987007378744605171
- Nationale Bibliotheek van Polen: a0000001157018
- Nederlandse Thesaurus van Auteursnamen: 068552742
- RKD-Nederlands Instituut voor Kunstgeschiedenis: 437051
- LIBRIS: 101927
- Système universitaire de documentation: 027196852
- Trove: 1279201
- Virtual International Authority File: 85774821